# Chaim Pozner

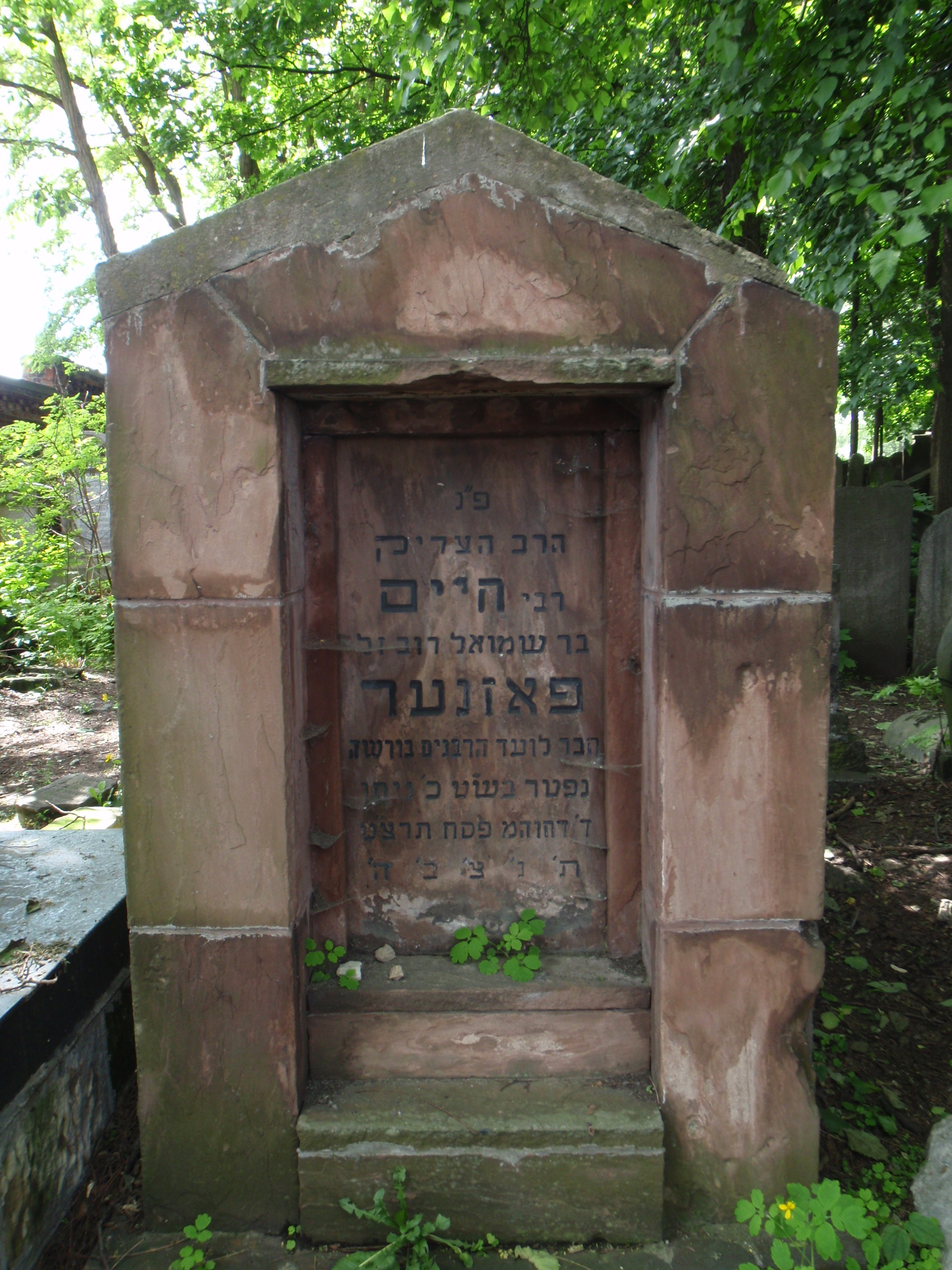
Grób Chaima Poznera na cmentarzu żydowskim w Warszawie

Chaim Pozner (ur. 1871, zm. 9 kwietnia 1939 w Warszawie) – polski rabin wojskowy, związany z Warszawą.
Był synem Szmula Bera i Barbary z domu Rozenthal. Ukończył seminarium dla rabinów, w latach 1924–1935 był rabinem wojskowym. Kierował w Warszawie szkołą Talmud-tora, stowarzyszeniem Linas-Chalcedek, był też honorowym prezesem kasy pożyczkowej oraz sądowym biegłym ds. religijnych. Publikował odezwy i kazania w czasopismach i w formie odrębnych broszur.
W 1890 ożenił się z Surą. Odznaczono go Medalem 10-lecia Odzyskania Niepodległości.
Pochowany na cmentarzu żydowskim przy ulicy Okopowej w Warszawie (kwatera 1, rząd 7).